# Real
«Real» — мережа німецьких продовольчо-промислових гіпермаркетів. До лютого 2020 року був частиною METRO Group, потім став власністю російського олігарха Володимира Євтушенкова.
В Україні гіпермаркет Real в Одесі працював з 2008 по 2012 рік, після чого його викупила французька мережа Auchan.

## Історія
Мережу Real було засновано 1992 року шляхом злиття менших мереж divi, basar, Continent, esbella іreal-kauf. Пізніше приєдналися massa, massa-Mobil, Meister, Bayerische Lagerversorgung (BLV), Huma і Suma. Кожне з цих підприємств було успішним десятки років у своїх регіонах. 1998 року додалися 94 супермаркети і 20 магазинів самообслуговування південнонімецької групи Kriegbaum, а у травні 1999-го — ще п'ять споживчих магазинів Extra.
У 2006 році Metro придбала 85 магазинів Walmart у Німеччині та 26 гіпермаркетів Géant у Польщі у французької роздрібної групи Groupe Casino.
У листопаді 2018 року Metro продала 91 гіпермаркет Real в Польщі, Румунії, Росії та Україні компанії Auchan за 1,1 млрд євро. У 2014 році вона продала 12 гіпермаркетів Real в Туреччині.
У вересні 2018 року Metro AG оголосила про виділення з Real і продаж всіх гіпермаркетів, а в лютому 2020 року Real була продана компанії SCP.
У лютому 2020 року було офіційно оголошено, що концерн Metro продав мережу Real близькому до Путіна російському олігарху Володимиру Євтушенкову.